# Alan Jardine

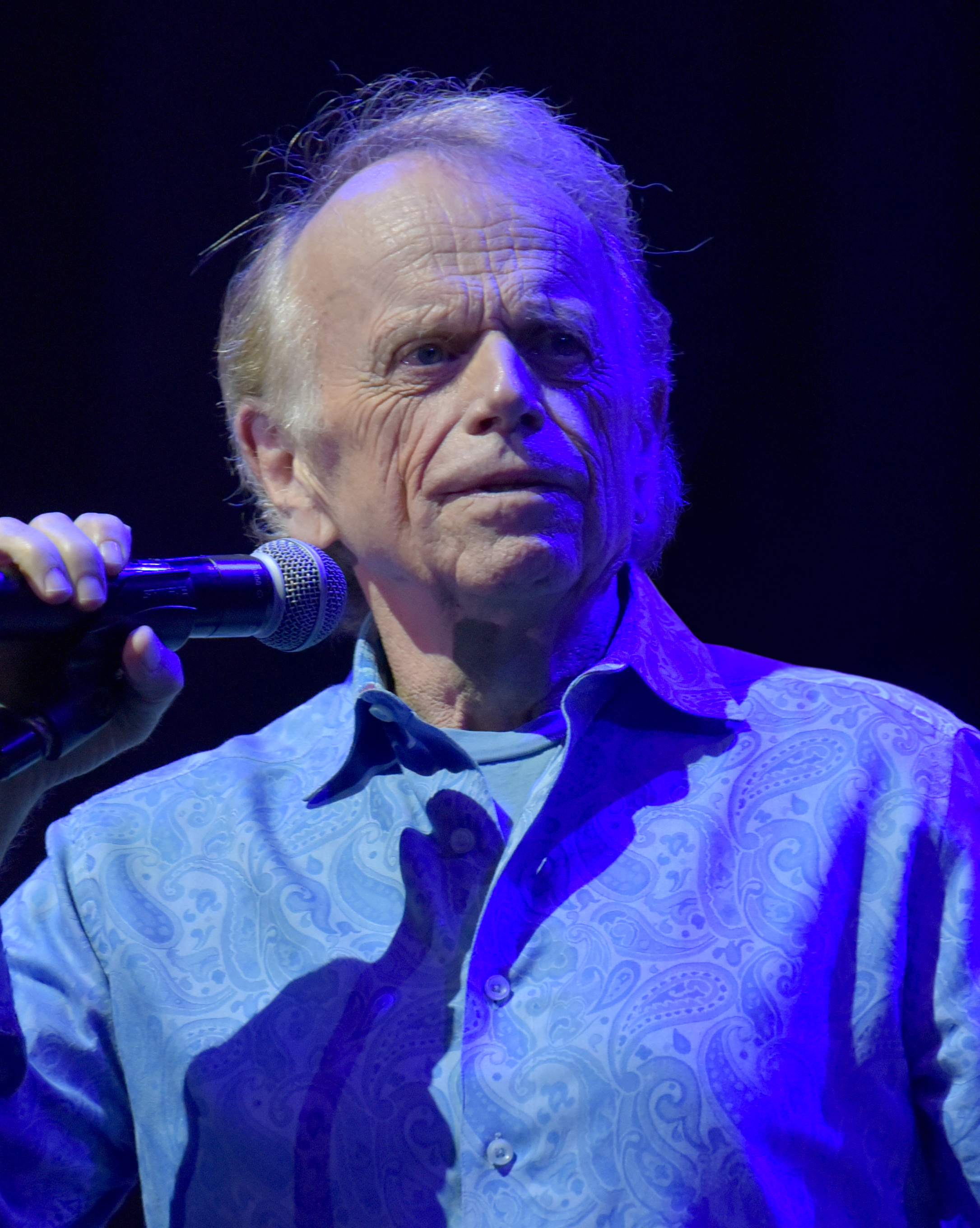
Al Jardine, 2019

Alan Charles „Al“ Jardine (* 3. September 1942 in Lima, Ohio) ist ein US-amerikanischer Musiker und Gründungsmitglied der Beach Boys.

## Biografie

### Beach Boys

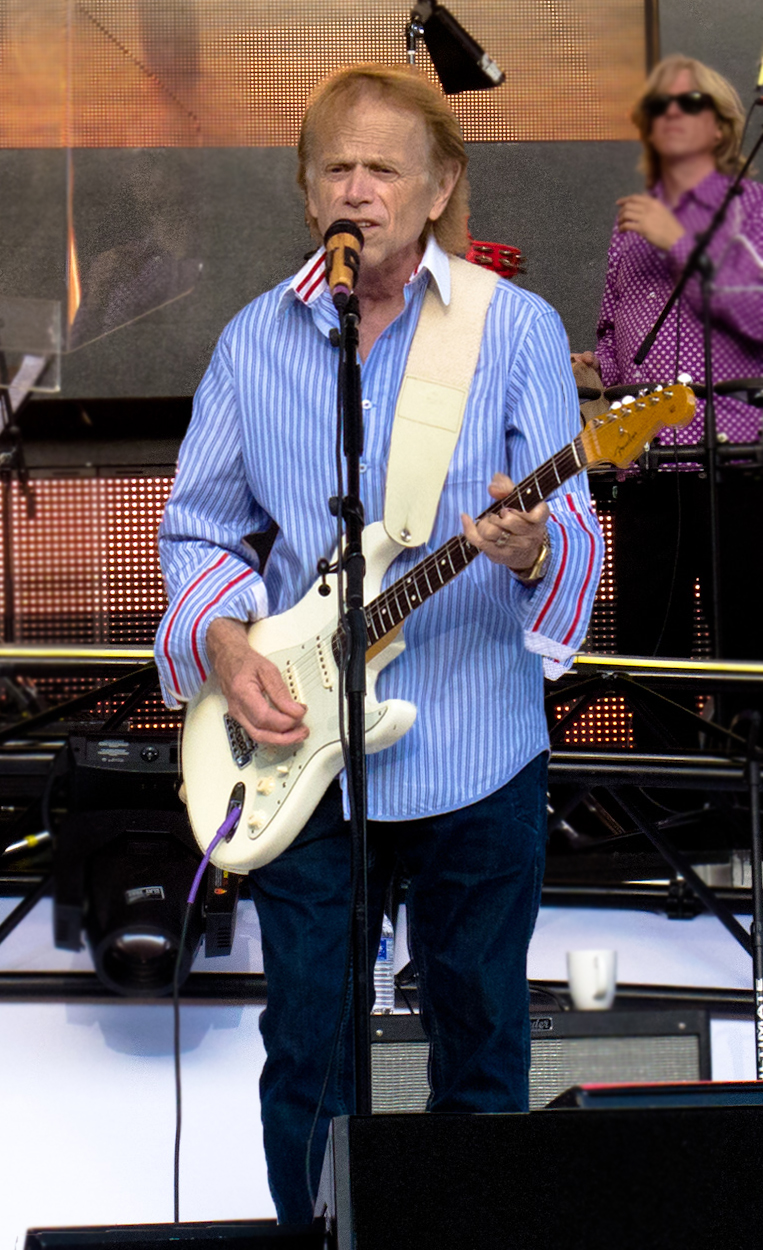
Alan Jardine, 2012

Die Familie von Alan Jardine zog einige Jahre nach seiner Geburt nach Hawthorne (Kalifornien). Dort lernte er Brian Wilson kennen. Wilson und Jardine spielten gemeinsam in der Abwehr des Football-Teams der Hawthorne High School. Während eines Trainings brach Wilson ihm dabei ein Bein.
Jardine war ein begeisterter Folk-Musik-Fan und gründete mit einigen Freunden die Gruppe The Islanders. 1961 fragte ihn Brian Wilson, ob er seiner Gruppe beitreten wolle, die Wilson mit seinen Brüdern Dennis und Carl sowie mit seinem Cousin Mike Love gegründet hatte. Jardine trat der Gruppe bei, in der Hoffnung, sie würden ebenfalls Folk spielen, sie hatten allerdings eine Surf-Rock-Band im Sinne.
Im selben Jahr brachte die Band – die sich nun The Beach Boys nannte – ihre erste Single Surfin’ heraus. Auf dieser spielte und sang Alan Jardine. Er verließ die Band aber bald darauf, da er Zahnarzt werden wollte. Er begann ein Studium in Michigan und wurde durch David Marks ersetzt. Währenddessen hatten die Beach Boys einige Hits und erreichten nationale Bekanntheit. Während der Tournee des Jahres 1963 bekam Brian Wilson gesundheitliche Probleme, weswegen er seinen Freund Alan Jardine bat, ihn bei der Tournee zu vertreten. Jardine hatte zu dieser Zeit sein Studium bereits aufgegeben und war wieder nach Kalifornien zurückgekehrt, wo er diese Gelegenheit, wieder bei den Beach Boys einzusteigen, dankend annahm. Auf dem Album Surfer Girl steuerte Jardine bereits wieder seinen Harmoniegesang bei, ist allerdings auf dem Albumcover noch nicht erwähnt. Auf dem Album ist ebenfalls der Titel South Bay Surfers zu finden, der von Brian Wilson und Alan Jardine geschrieben wurde. Nur wenige Wochen danach trat David Marks wieder aus der Band aus und Jardine wurde wieder offiziell zum Mitglied.
Auf dem Beach-Boys-Weihnachtsalbum ist er beim Lied Christmas Day zum ersten Mal als Lead-Sänger zu hören. Dies wiederholte er ein Jahr später auf Help Me, Rhonda.
Als Brian Wilson 1965 endgültig erklärte, er wolle nicht mehr auf Tournee gehen, rückte Jardine immer weiter in den Vordergrund. Er teilte sich mit Carl Wilson die Gesangspassagen, die Brian Wilson im Studio sang. Zudem klang die Falsett-Stimme, die Jardine sang, ähnlich jener von Brian Wilson, so dass es bei Studioalben öfter zu Verwechslungen kam.
Auf dem Album Friends aus dem Jahr 1968 war Alan Jardine an zahlreichen Songs als Ko-Autor beteiligt. Auf dem nächsten Album, 20/20, trat er erstmals als Produzent in Erscheinung. Das von Jardine produzierte Lied Cottonfields erreichte in fünf Ländern der Welt den ersten Platz der Charts und wurde in vielen weiteren europäischen Ländern ein Hit.
In den 1970er-Jahren verfasste Jardine viel neues Material, unter anderem zwei der drei Teile der California-Saga-Trilogie aus dem Jahr 1973. 1978 produzierte er mit dem M.I.U. Album zum ersten Mal ein komplettes Album für die Beach Boys. Seinen größten Erfolg als Komponist hatte er mit Lady Lynda, einer Huldigung an seine Frau. Das Stück kam auf Platz 6 der britischen Single-Charts. Außerdem schrieb er 1978 zusammen mit Mike Love und Brian Wilson den Titelsong zum Film Almost Summer, der von der Band Celebration interpretiert wurde und es auf Platz 28 der US-amerikanischen Charts schaffte. Auch die Single Come Go with Me, die von Jardine produziert wurde, erreichte 1982 eine Notierung in den Top-20. Ende der 1970er-/Anfang der 1980er-Jahre arbeitete er an einem Konzeptalbum über Kalifornien, von dem allerdings kein Lied von den Beach Boys veröffentlicht wurde. Ab den 1980ern übernahm Jardine häufiger den Lead-Gesang auf Liedern, rückte kompositorisch aber wieder in den Hintergrund. So war Island Girl vom Album Still Cruisin’ das einzige Stück auf einem Beach-Boys-Album, das von Jardine geschrieben worden war.
Seit dem Ende der 1970er-Jahre kümmerte sich Jardine verstärkt um die finanziellen Angelegenheiten der Beach Boys und hatte auch den Vorsitz über Brother Records. In den 1990er-Jahren wurde Jardine während der Aufnahmen zu Summer in Paradise von Mike Love aus der Band suspendiert, da er sich kritisch zu dem Projekt geäußert hatte.
Nach dem Tod Carl Wilsons im Jahr 1998 stieg Alan Jardine (je nach Quelle) aus der Band aus beziehungsweise wurde er entlassen. Die letzte Studioaufnahme von Jardine für die Beach Boys stammt aus dem Jahre 1998, als er im Studio das Lied Loop de Loop, Flying in an Airplane vervollständigte und aufnahm. Dieses Lied wurde dem Soundtrack der Dokumentation Endless Harmony beigefügt. Es wurde bereits 1969 geschrieben und teilweise aufgenommen.

### Nach den Beach Boys
Nach dem Ende seiner Karriere mit den Beach Boys gründete er die Gruppe Beach Boys Families & Friends. Dieser Gruppe gehörten als Sänger seine beiden Söhne Matt – der bereits rund 15 Jahre mit der Band getourt war – und Adam, Brian Wilsons Töchter Carnie und Wendy Wilson (Wilson Phillips) sowie Owen Elliott an. Die Instrumentalisten waren zum größten Teil langjährige Beach-Boys-Tour-/und Studiomusiker, darunter Billy Hinsche, Bobby Figueroa und Ed Carter, die die Beach Boys seit den 1970er-Jahren auf ihren Tourneen sowie im Studio unterstützt hatten.
Mike Love, der zu diesem Zeitpunkt mit Bruce Johnston und David Marks unter dem Namen The Beach Boys tourte, verklagte Alan Jardine daraufhin und erreichte, dass dieser den Namen seiner Band ändern musste, da er die Fans verwirrte. Eine Berufung wurde 2003 von dem Obersten Gerichtshof der Vereinigten Staaten abgelehnt.
Zuerst benannte Jardine die Band in Alan Jardine’s Family & Friends um. Im Jahr 2001 veröffentlichte die Band das Livealbum Live in Las Vegas. Darauf singen sie die bekanntesten Beach-Boys-Hits. Nach dem Ausstieg von Carnie und Wendy Wilson änderte sich der Name abermals, aktuell bezeichnet sich diese als „Al Jardine & The Endless Summer Band“.
Al Jardine arbeitete an eigenen Studioprojekten. Bereits 1998 werkte er mit seinen beiden Söhnen an einem gemeinsamen Album. Zwei Jahre arbeitete Jardine an seinem ersten Soloalbum, das den Arbeitstitel „Big South“ trug. Lediglich ein Lied daraus – California Energy Blues – wurde als Bonus auf dem Album Live in Las Vegas von Family & Friends veröffentlicht.
Alan Jardine wurde im Jahr 2001 gemeinsam mit den anderen noch lebenden Beach Boys Mike Love, Brian Wilson und Bruce Johnston der Grammy für ihr Lebenswerk verliehen.
Im Jahr 2002 veröffentlichte Jardine die Single PT Cruiser. Das stark an frühere Beach-Boys-Lieder angelehnte Stück verkaufte sich nur mäßig. Im Jahr 2006 wurde das Stück der Beach-Boys-Kompilation Songs from Here and Back hinzugefügt.
Ende 2006 bekam Jardine von Brian Wilson das Angebot, in dessen Band einzusteigen. Sie starteten zusammen eine USA-Tournee, bei der sie unter anderem Pet Sounds zusammen aufführten. Für 2007 planten sie eine gemeinsame Europa-Tournee, allerdings stieg Al Jardine überraschend aus der Band aus, um an seinem Soloalbum zu arbeiten. Das Album A Postcard from California, das sein erstes Soloalbum ist, wurde am 28. Juni 2010 veröffentlicht. Auf dem Album sind zahlreiche Gaststars vertreten, wie Neil Young, David Crosby und Alec Baldwin. Der Titel Don’t Fight the Sea enthält den aus den 1980er-Jahren stammenden Gesang von Carl Wilson. Alan Jardine lud für weitere Aufnahmen auch seine Beach-Boys-Kollegen Mike Love, Brian Wilson und Bruce Johnston ein, was dazu führte, dass auf diesem Titel sämtliche Beach Boys vertreten sind.

## Streitigkeiten um die Namensrechte
Al Jardine erwarb nach seinem Ausstieg bei den Beach Boys von Brother Records die Lizenzrechte an den Namen der Beach Boys und konnte seine neue Band somit Beach Boys Families & Friends benennen. Dies sorgte bei einigen Auftritten für Verwirrung, da Veranstalter wie auch Fans davon ausgingen, die Band heiße Beach Boys, Families & Friends. Zudem hielt sich Jardine nicht an das vorgegebene Konzertprogramm, wobei Brother Records wollte, dass jene, die den Namen „Beach Boys“ in welcher Form auch immer verwenden, die bekanntesten Hits spielen sollten. Nach einem Jahr wurde der Lizenzvertrag mit Jardine deshalb nicht mehr erneuert.
Brother Records – initiiert von Mike Love – beantragte eine einstweilige Verfügung gegen Jardine, nicht mehr als „Beach Boy“ in der Öffentlichkeit auftreten zu dürfen. Jardine verklagt seinerseits Brother Records. Da er noch immer Mitglied von Brother Records war, verklagte er damit technisch gesehen sich selber.
Im Jahr 2001 verklagte Jardine seinerseits die restlichen Mitglieder von Brother Records auf vier Millionen US-Dollar, da sie angeblich ihm nicht zugunsten von Mike Love das Recht auf die Nutzung des Bandnamens hätten nehmen dürfen. Diese Klage konnte er für sich entscheiden und sagte in einem Interview später aus, dass es ihm nicht nur um das Geld, sondern auch um die Möglichkeit gegangen sei, sich wieder als „Beach Boy“ in der Öffentlichkeit zu präsentieren.
Im Februar 2007 verklagte Mike Love seinerseits Jardine auf drei Millionen US-Dollar, davon zwei Millionen Gerichtskosten und eine Million wegen Einnahmen, die unter der Bezeichnung Beach Boys erzielt wurden.

## Aktivitäten außerhalb der Musik
Jardine führte außerhalb der Band ein eher ruhiges Leben. Er kaufte sich in den 1970er-Jahren eine Farm in Big Sur, Nordkalifornien. Alan Jardine lebt heute gemeinsam mit seiner zweiten Frau Mary Ann und seinen beiden jüngeren Söhnen Neal und Robin auf seiner abgelegenen Farm. Dort züchtet er Araberpferde, betätigt sich als Imker und betreibt sein Red Barn Tonstudio.
Er moderiert eine lokale Fernsehshow und ist in der Politik vertreten, um für die Belange der Umwelt einzutreten. Er bekleidet immer wieder kleine politische Ämter. Sein Plan, Gouverneur von Kalifornien zu werden, scheiterte bisher.
2005 reihte sich Alan Jardine in die Riege der Kinderbuchautoren ein, indem er das Buch Sloop John B. – eine Piratengeschichte veröffentlichte.

## Diskografie

### Singles & EPs
- 2009: Christmas Day
- 2001: California Energy Blues
- 2002: PT Cruiser
- 2003: California Recall Blues
- 2011: Don't Fight The Sea / Friends
- 2015: Hurry Up, Hurry Up, Santa Claus
- 2017: Sunshine to Snowflakes
- 2021: Waves of Love 2.0

### Alben
- 2001: Al Jardine’s Families & Friends Live in Las Vegas
- 2010: A Postcard from California